# Comercialização de energia renovável

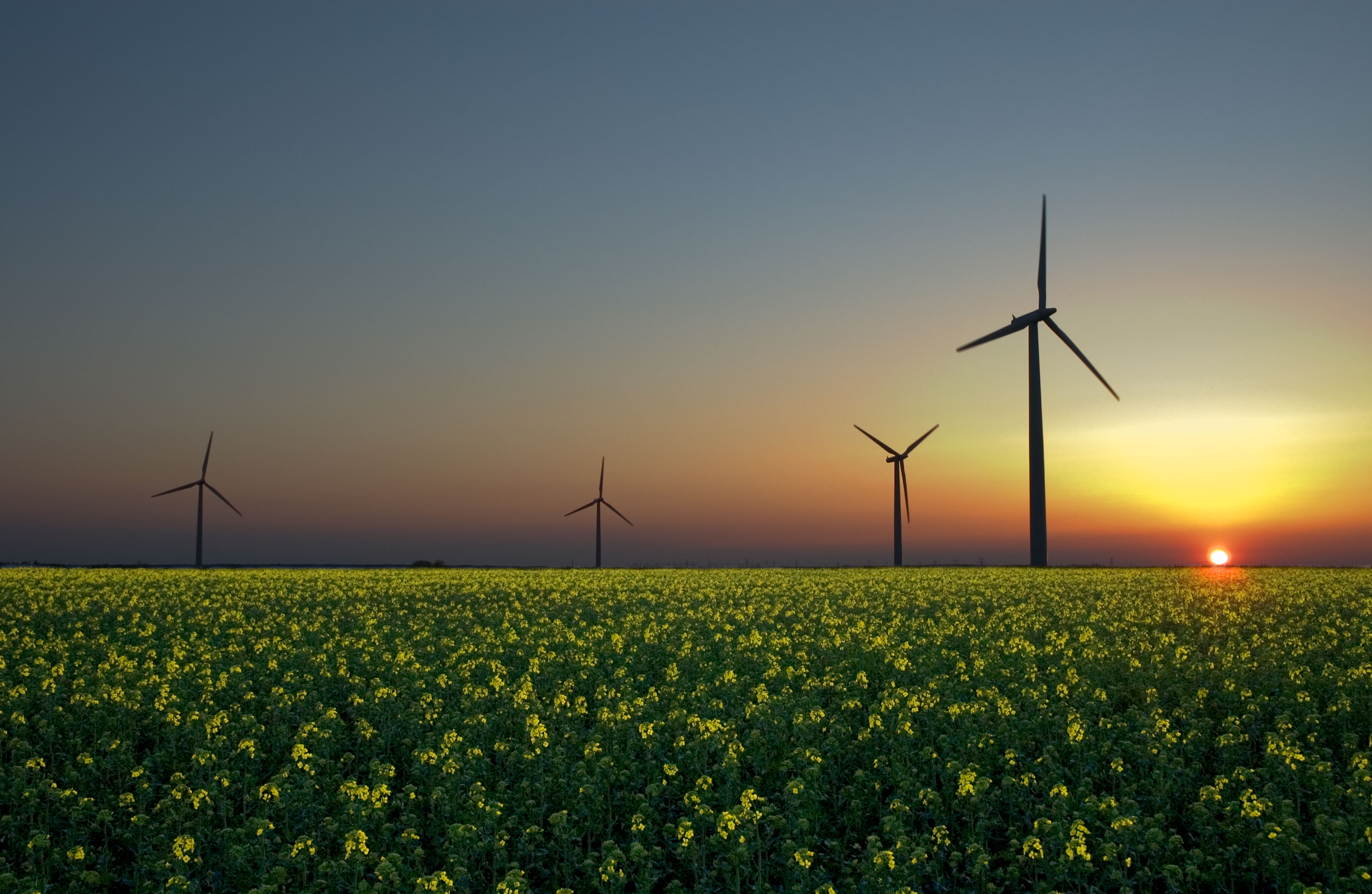
Turbinas eólicas num campo de colza em Sandesneben, Alemanha.

A comercialização de energia renovável é um tema cada vez mais crescente e muito tratado entre empresas, governos locais e intercontinentais. Considerando-se o cenário atual marcado pela necessidade de um desenvolvimento sustentável, a comercialização de energia renovável, acaba sendo Assim, tal comercialização é considerada uma possibilidade de se negociar volumes, prazos, reajustes, flexibilidades e preços no contrato de energias renováveis.

## Energia renovável e não renovável
Energia renovável é aquela que vem de recursos naturais que são naturalmente reabastecidos, como sol, vento, chuva, marés e energia geotérmica. Nem todo recurso natural é renovável, por exemplo, o urânio, o carvão e o petróleo são retirados da natureza, porém existem em quantidade limitada. No entanto a definição sobre o que é considerado renovável pode variar para cada empresa.

## A demanda atual
A cobrança por sustentabilidade tem se tornado maior. Quando um negócio busca minimizar os impactos ao meio ambiente, tem em sua fonte, a preocupação com suas pessoas e a adoção de boas práticas administrativas. Com isso ele conquista uma melhor resposta da sociedade e influencia não apenas sua relação com os consumidores, mas com o mercado financeiro.
Parte desse processo de transformação é impactado fortemente quando se trata do uso de energias renováveis; uma fatia de custo importante das empresas. Além da economia, previsibilidade orçamentária e possibilidade de rentabilização, essa liberdade se estende ainda para a escolha do tipo de energia que se deseja utilizar. Isso significa, na prática, liberdade para escolher fontes de energia renovável.
Além de reduzir o uso de energia por meio de ações de eficiência energética, a compra corporativa de energia renovável desempenha um papel importante nesse contexto. As preocupações com a mudança climática também estão impulsionando o crescimento crescente nas indústrias de energia renovável.

## Em Portugal
As políticas públicas impulsionam a aceitação mais ampla das tecnologias de energia renovável. Países como Alemanha, Dinamarca e Espanha lideraram o caminho para implementar políticas inovadoras que impulsionaram a maior parte do crescimento na última década, mas atualmente há 144 países (incluindo Portugal), com metas de política de energia renovável.